# خليل جمال
خليل جمال (29 أبريل 1988 -) إعلامي مصري قدم أكثر من برنامج تليفزيونى واذاعي وحصل أيضا على لقب مذيع  العرب بموسمه الأول عام 2015

## حياته
ولد في حي شبرا الخيمة، درس الإعلام والتمثيل خلال ورش مع كبار أساتذة مصر هو اخ لثلاث اشقاء منهن مدونة الموضة سارة جمال خريج بكالوريوس حاسب آلى 2009

## مشواره المهني
بدأ من الإعلام الإذاعي عبر الأنترنت من عام 2010 ، اشترك في برنامج "deal or no deal" الذي قدمته رزان مغربي وفي كواليس البرنامج نصحته بالحصول على دورات تدريبية، حصل على دورة تدريبية كانت تقدمها بي بي سي اسمها "one man show" تعلم بها كيف يكون مهندس صوت ومذيعا ومخرجا، وشارك في عدد من الدورات التدريبية والإذاعية، وبدأ في راديو رابيا، ومن بعدها شارك في عدد من الراديوهات أونلاين، إلى أن وصل لمدرسة الاحتراف في راديو «بص وطل»، ومن بعدها سافر للمغرب وشارك في راديو «شدى اف ام» منذ عام 2013. وانتقل من مصر للمغرب ليكون أول إعلاميً مصري في الإذاعة المغربية، شارك برنامج المسابقات “مذيع العرب” في 2015 والذي كان يهدف إلى اكتشاف المواهب الجديدة في مجال التقديم التليفزيوني والإذاعي، لتظهر شخصية المذيع الذي بدأت معه مُنذ كان طفلًا وحصل على لقب “مذيع العرب” 
قدم البرنامج الاجتماعي المنوع “خلاصة الكلام” بنجاح على شاشة قناة الحياة الفضائية لعدة مواسم بمشاركة زميله ممدوح الشناوي حتى نهاية عقده مع المحطة، انتقل بعدها لشبكة قنوات روتانا ليقدم برنامجا فنيا بعنوان «عرب وود»  حتى نهاية ديسمبر 2019 بعد قرار القناة وقف البرنامج
في مارس 2018 , قدم البرنامج الصباحي روق يومك على الراديو 9090 ويعد البرنامج أول تجاربه في الاذاعات المصرية الكبري وشاركتة في التقديم المذيعة شيماء حافظ، قدم برنامجا صباحيا «النهار له اتنين» على إذاعة drn 93,7، وشاركه تقديم البرنامج إيناس ثروت.
وايضا التحق في عام 2020 بإذاعة نجوم اف ام ولكن عن طريق مشروعها الخاص " نجوم المترو " ليقدم البرنامج الصباحي " عالخط " ولكن التجربة لم تكتمل، شارك بصوته في عدة أدوار في الدوبلاج من بينهم “القائد ستيل”، و“الدوبلاج” من العوامل التي ساعدت في دخولي مجال التمثيل في الأفلام القصيرة واشتراكه في المسرح حينها تلك الفترة كما شارك مسلسل “اختراق” وهو إنتاج سعودي، وبطولة مشتركة من مصر والسعودية والأردن وسوريا  وعمل إيضاً ممثل دوبلاج في العديد من القنوات مثل" fox movies " و " I film " و mbc3 " و "الجزيرة الوثائقية " وأيضاً عضو في فرقة " ليلة الغنائية " بقيادة الأستاذة " الشيماء سيف الدين ", قام أيضا بالتمثيل في أول أعماله الدرامية اختراق وهو عمل سعودي الإنتاج ولكنه يجمع الكثير من الجنسيات المختلفة العربية والغربية. 

## البرامج التي قدمها

### فيالتلفزيون
| البرنامج     | القناة         |
| ------------ | -------------- |
| عرب وود      | روتانا سينما   |
| خلاصة الكلام | "قناة الحياة " |

### في الإذاعة
| البرنامج           | الإذاعة              |
| ------------------ | -------------------- |
| عالخط              | "نجوم أف أم "        |
| النهار له اتنين    | " drn "              |
| روق يومك           | " الراديو 9090 "     |
| كلمــــــة         | " شدى اف ام "        |
| أنا وانت في رمضان  | " شدى اف ام "        |
| صح ولا غلط         | " شدى أف أم "        |
| على خفيف           | (شدى أف أم)          |
| كل الدنيا          | (راديو بص وطل)       |
| 3×1                | (راديو بص وطل)       |
| ساعه عالرصيف       | (راديو بص وطل)       |
| الفنوس             | (راديو بص وطل)       |
| الفنكوش            | (راديو بص وطل)       |
| شمس النها          | ر (راديو بص وطل)     |
| سلى صيامك          | (تحرير أف أم)        |
| مع بعض أحلى        | (تحرير أف أم)        |
| صباحك تحرير        | (تحرير أف أم)        |
| ثرو باص            | (تحرير أف أم)        |
| ديفرنت             | (راديو رابية)        |
| سحور على عربية فول | (راديو رابية)        |
| الكوره فين         | (راديو رابية)        |
| الجامعه            | (راديو رابية)        |
| النجم              | (راديو مصر أون لاين) |
| صباحك فرحة         | (راديو رابية)        |